# قائمة الجوائز والترشيحات التي تلقتها إليزابيث تايلور

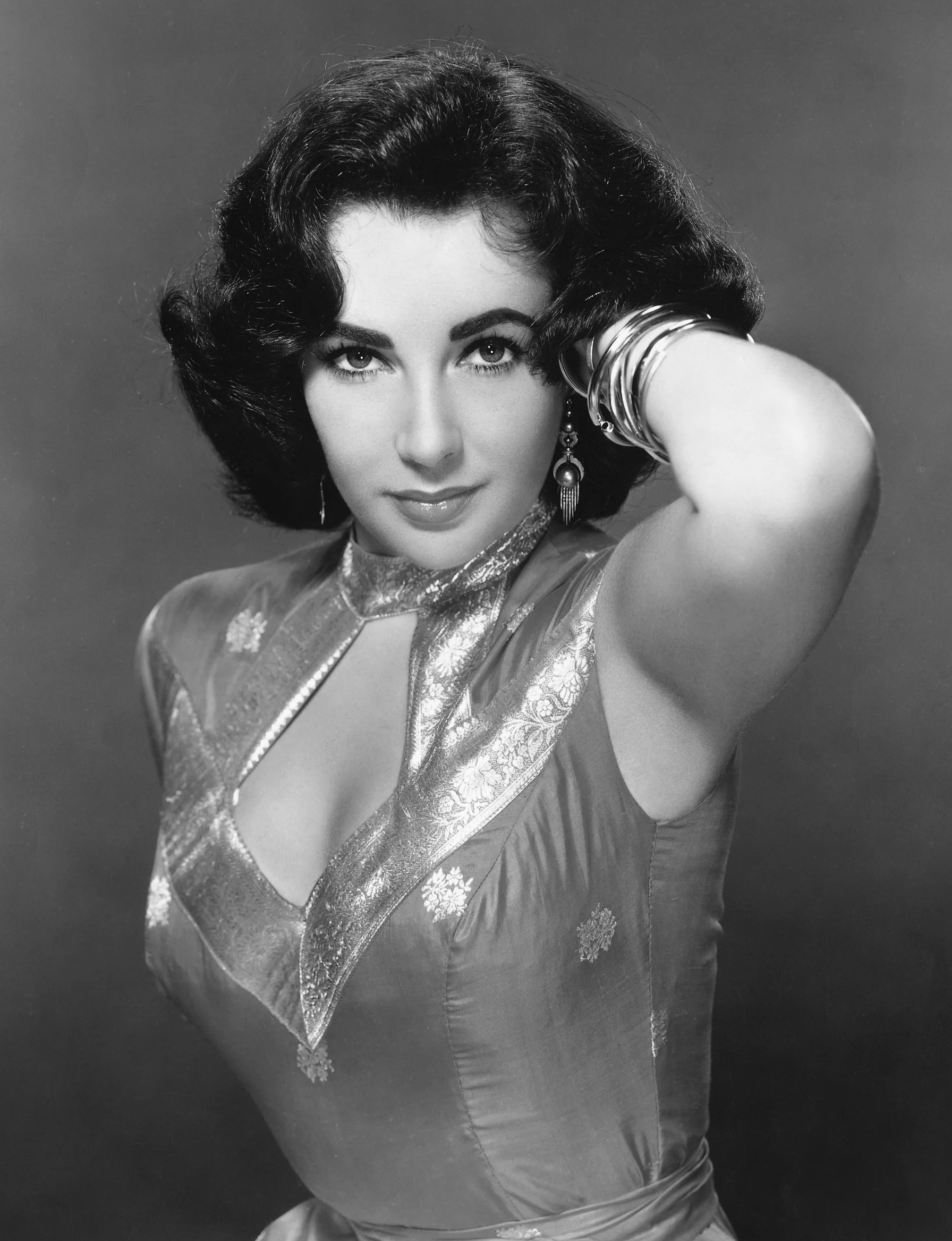
إليزابيث تايلور

إليزابيث تايلور (بالإنجليزية: Dame Elizabeth Rosemond Taylor) من مواليد 27 فبراير 1932 ومن وفيات 23 مارس 2011، ولقبت بلقب «قطة هوليوود المدللة» هي ممثلة بريطانية يهودية وهي أبنة لأب بريطاني يعمل كتاجر قطع فنية وأم أمريكية، وهي تملك الجنسيتين البريطانية والأمريكية، ظهرت لأول مرة على الشاشة في فيلم ناشيونال فيلفيت وهي في الثانية عشر من عمرها وبعدها أثارت انتباه الجميع بأدائها الرائع وأنوثتها في فيلم سينيتا وهي في الخامسة عشرة، وفي التاسعة عشرة قدمت فيلم مكان تحت الشمس إلا أن شهرتها كانت عبر فيلم كليوبترا حيث أدت دور كليوبترا فيه وتقاضت عنه مبلغ مليون دولار.
ولقد حصلت إليزابيث تايلور على عدة جوائز وترشيحات وأبرزها جائزة الأوسكار لأفضل ممثلة مرتين الأولى عن دورها في باترفيلد 8 والثانية عن دورها في فيلم من يخاف فيرجينا وولف التي جسدت خلاله شخصية مارت، وحصلت على العديد من الأوسمة طوال حياتها المهنية وتعتبر واحدة من أشهر نجوم السينما الكلاسيكية في هوليوود، حيث أطلق عليها معهد الفيلم الأمريكي اسم «سابع أعظم أسطورة في تاريخ السينما الأمريكية».

## الترشيحات
| سنة  | جائزة                               | فئة                        | عمل                      | النتيجة | مصدر  |
| ---- | ----------------------------------- | -------------------------- | ------------------------ | ------- | ----- |
| 1958 | جائزة الأوسكار                      | أفضل ممثلة                 | مقاطعة رينتري            | رُشِّح     | [ 3 ] |
| 1959 | جائزة الأوسكار                      | أفضل ممثلة                 | قطة على سقف من صفيح ساخن | رُشِّح     | [ 4 ] |
| 1960 | جائزة الأوسكار                      | أفضل ممثلة                 | فجأة، الصيف الماضي       | رُشِّح     | [ 5 ] |
| 1959 | جوائز الأكاديمية البريطانية للأفلام | أفضل ممثلة أجنبية          | قطة على سقف من صفيح ساخن | رُشِّح     | [ 6 ] |
| 1968 | جوائز الأكاديمية البريطانية للأفلام | أفضل ممثلة بريطانية        | ترويض النمرة (فيلم 1967) | رُشِّح     | [ 6 ] |
| 1981 | جوائز مكتب الدراما                  | الممثلة المتميزة في مسرحية | الثعالب الصغيرة          | رُشِّح     | [ 7 ] |
| 1961 | جوائز الغولدن غلوب                  | أفضل ممثلة في فيلم دراما   | بتروفيلد 8               | رُشِّح     | [ 8 ] |
| 1967 | جوائز الغولدن غلوب                  | أفضل ممثلة في فيلم دراما   | من يخاف من فرجينيا وولف؟ | رُشِّح     | [ 8 ] |
| 1974 | جوائز الغولدن غلوب                  | أفضل ممثلة في فيلم دراما   | أربعاء الرماد            | رُشِّح     | [ 8 ] |
| 1995 | جائزة التوتة الذهبية                | أسوأ ممثلة مساعدة          | فلينستون (فيلم)          | رُشِّح     | [ 9 ] |
| 1981 | جائزة توني                          | أفضل ممثلة في مسرحية       | الثعالب الصغيرة          | رُشِّح     | [ 7 ] |

## الجوائز

### الجوائز العادية
| سنة  | جائزة                               | فئة                          | عمل                      | النتيجة | مصدر |
| ---- | ----------------------------------- | ---------------------------- | ------------------------ | ------- | ---- |
| 1961 | جائزة الأوسكار                      | أفضل ممثلة                   | بتروفيلد 8               | فوز     |      |
| 1967 | جائزة الأوسكار                      | أفضل ممثلة                   | من يخاف من فرجينيا وولف؟ | فوز     |      |
| 1972 | مهرجان برلين السينمائي الدولي       | جائزة الدب الفضي لأفضل ممثلة | هامرسميث خارج            | فوز     |      |
| 1967 | جوائز الأكاديمية البريطانية للأفلام | أفضل ممثلة بريطانية          | من يخاف من فرجينيا وولف؟ | فوز     |      |
| 1967 | ديفيد دي دوناتيلو                   | أفضل ممثلة أجنبية            | ترويض النمرة (فيلم 1967) | فوز     |      |
| 1972 | ديفيد دي دوناتيلو                   | أفضل ممثلة أجنبية            | زي وشركا                 | فوز     |      |
| 1985 | جائزة التفاحة الذهبية               | نجمة أنثى العام              | غير متاح                 | فوز     |      |
| 1960 | جائزة التفاحة الذهبية               | أفضل ممثلة في فيلم دراما     | فجأة، الصيف الماضي       | فوز     |      |
| 1967 | المجلس الوطني للمراجعة              | أفضل ممثلة                   | من يخاف من فرجينيا وولف؟ | فوز     |      |
| 1967 | دائرة نقاد السينما في نيويورك       | أفضل ممثلة                   | من يخاف من فرجينيا وولف؟ | فوز     |      |
| 1981 | جائزة دائرة النقاد الخارجية         | أفضل أداء مميز               | الثعالب الصغيرة          | فوز     |      |

### الجوائز الفخرية
| الجائزة                                        | السنة | اسم الجائزة                                     | النتيجة | المصدر |
| ---------------------------------------------- | ----- | ----------------------------------------------- | ------- | ------ |
| جائزة الأوسكار                                 | 1993  | جائزة جان هيرشلوت الإنسانية                     | فوز     | [ 10 ] |
| تحالف الصحفيات السينمائيات                     | 2012  | جائزة النشاط الإنساني                           | فوز     | [ 11 ] |
| الأكاديمية الأمريكية للإنجاز                   | 1985  | جائزة اللوحة الذهبية                            | فوز     | [ 12 ] |
| معهد الفيلم الأمريكي                           | 1993  | جائزة الإنجاز مدى الحياة لمؤسسة الفيلم الأمريكي | فوز     | [ 13 ] |
| جوائز بريطانيا                                 | 2005  | التميز الفني في الترفيه الدولي                  | فوز     | [ 14 ] |
| الأكاديمية البريطانية لفنون السينما والتلفزيون | 1999  | زمالة بي أي أف تي أي                            | فوز     | [ 15 ] |
| معهد الفيلم البريطاني                          | 2000  | زمالة معهد الفيلم البريطاني                     | فوز     | [ 16 ] |
| ديفيد دي دوناتيلو                              | 1960  | الصحن الذهبي                                    | فوز     |        |
| فيلم في مركز لينكولن                           | 1986  | حفل تحية                                        | فوز     | [ 17 ] |
| جائزة جلاد الإعلامية                           | 2000  | GLAAD Vanguard Award                            | فوز     | [ 18 ] |
| جوائز الغولدن غلوب                             | 1957  | إنجاز خاص                                       | فوز     |        |
| جوائز الغولدن غلوب                             | 1974  | الفيلم المفضل في العالم - الأنثى                | فوز     |        |
| جوائز الغولدن غلوب                             | 1985  | جائزة سيسيل بي دوميل                            | فوز     |        |
| Hasty Pudding Theatricals                      | 1977  | مرأة العام                                      | فوز     | [ 19 ] |
| مركز كينيدي الثقافي                            | 2002  | هونووري                                         | فوز     | [ 20 ] |
| وسام المواطنين الرئاسيين                       | 2001  | هونووري                                         | فوز     | [ 21 ] |
| جائزة نقابة ممثلي الشاشة                       | 1998  | جائزة إنجازات نقابة ممثلي الشاشة                | فوز     | [ 22 ] |
| جائزة نقابة ممثلي الشاشة                       | 2001  | جائزة مافريك                                    | فوز     | [ 23 ] |
| جائزة عالم المسرح                              | 1981  | جائزة خاصة                                      | فوز     |        |
| دائرة نقاد أفلام المرأة                        | 2011  | التمثيل والنشاط                                 | فوز     | [ 24 ] |
| Women in Film Crystal + Lucy Awards            | 1985  | جائزة كريستال                                   | فوز     | [ 25 ] |
| Women in Film Crystal + Lucy Awards            | 2011  | جائزة إنسانية                                   | فوز     | [ 26 ] |